# Detektor
Detektor (kasnolat. detector, od lat. detegere: otkriti; preko engl. i njem.) je osjetljiva naprava, mjerni instrument ili uređaj kojim se ustanovljuje (to jest otkriva, opaža) postojanje (ili promjena) neke pojave (na primjer čestica, zračenja) ili mjerljive veličine (na primjer napon, struja, magnetsko polje, signal). Služi za traženje predmeta i tvari (detekcija; detektor metala), otkrivanje (detektor laži), te za opažanje pojava, izdvajanje nekoga signala ili pokazivanje, primjerice radioaktivnosti (na primjer elektroskop, indikator).

## U kemiji
Detektor u kemiji je uređaj kojim se otkriva prisutnost tvari, najčešće štetnih ili otrovnih, a osniva se na kemijskoj reakciji tih tvari s karakterističnim reagensom ili na određivanju nekoga njihova karakterističnog fizičkog svojstva, na primjer toplinske vodljivosti, apsorbcije svjetlosti i slično.

## U radiotehnici
U radiotehnici, detektor je povijesni naziv prvih demodulatora; prvo je to bio koherer, zatim elektrolitički detektor, kristalni detektor, elektronska cijev i drugo, pa su se i najjednostavniji radioprijamnici s takvim demodulatorima nazivali detektorima. Zato je i danas detektor kadšto naziv za demodulator (u modulaciji; radioprijamnik).
Također detektor u radiokomunikacijama je uređaj koji otkriva signale viših frekvencija pretvorbom izmjeničnoga signala u istosmjerni. Uglavnom se rabi za amplitudnu demodulaciju. Čine ga poluvodičke diode koje registriraju amplitudu visokofrekvencijskih signala. U njima je struja razmjerna kvadratu napona u području niskih napona, što znači da je izlazni signal detektora razmjeran snazi ulaznoga signala. Zbog toga dioda može poslužiti za izravno registriranje snage signala. Za više je napone struja razmjerna ulaznomu naponu, pa je i detekcija linearna. Osjetljivost se detektora iskazuje najmanjim signalom (takozvana tangencijalna osjetljivost; demodulator).

## U fizici
U fizici, detektor je uređaj ili sustav za određivanje svojstava ili prepoznavanje čestica i zračenja. Prvi jednostavni detektori ionizirajućeg zračenja bili su plinski detektori, kod kojih u plinskoj tvari detektora pod visokim naponom upadno zračenje stvara elektrone i ione (signal). Takvi su detektori ionizacijska komora, proporcionalni brojač (prepoznaje vrste čestica i njihove energije), Geigerov brojač ili Geiger-Müllerovo brojilo. Uobičajena je podjela na dvije velike skupine detektora: detektori na osnovu elektromagnetskoga djelovanja, kod kojih strujni ili naponski impulsi nastaju prolaskom čestica, i detektori vizualnog učinka. Prvoj skupini pripadaju već spomenuti plinski brojači, Wilsonova komora, fotodetektor, scintilacijsko brojilo, poluvodički detektori, višežične proporcionalne komore, komore s mjehurićima, komore s projekcijom događaja u električnom i magnetskom polju te elektromagnetski i hadronski kalorimetri. U drugoj skupini, gdje čestice ostavljaju tragove u materijalu, važne su različite emulzije, komore te filmski detektori. Scintilatori se koriste kao kruti, tekući, organski (plastični) i anorganski detektori i najčešće su u upotrebi. U visokoenergijskoj fizici čestica, na energijama većima od 1 GeV, osobito se koriste Čerenkovljevi detektori i kalorimetri (odslikavajući detektori) fine slojevitosti. Čerenkovljev detektor osjetljiv je na brze nabijene čestice sve dotle dok čestica ima brzinu veću od brzine svjetlosti u materijalu detektora (Čerenkovljevo zračenje). Za mjerenje čestica ili mlazova čestica (eng. jets) u visokoenergijskim sudarima koriste se kalorimetri. Kalorimetar apsorbira ukupnu energiju upadne čestice, stvarajući istodobno signal razmjeran toj energiji. Takva je funkcija osigurana rasporedom slojeva velike gustoće i visokoga rednog broja atoma (na primjer olovo) između kojih su ploče scintilatora za svjetlosni odziv, čime se rekonstruira ukupna energija i putanja (verteks) čestice. Kada se želi naglasiti tip čestice i (ili) tehnika detekcije govori se, na primjer, o neutronskim detektorima, detektorima nukleonske nestabilnosti, detektorima sakupljačima naboja (CCD), detektorima vremena proleta (TOF), supravodičkim detektorima na niskim temperaturama, interferometrijskim antenama gravitacijskih valova, i tako dalje.
U svjetskim akceleratorskim središtima, gdje se koriste najmoderniji detektori, sudjeluju mnogobrojni hrvatski fizičari. Na primjer u otkriću masivnih W-bozona i Z-bozona (CERN, 1983.) sudjelovao je Danijel Denegri, a u otkriću tronukleonskoga udarnog presjeka u pionskoj apsorpciji (PSI, 1985.) Tomislav Petković.

### Detektori u CERN-u
Oko akceleratorskog prstena u četiri velike šupljine na mjestima presjecanja snopova protona postavljeno je ukupno šest detektora elementarnih čestica koji će prikupljati podatke o uvjetima koji vladaju u trenutku sudara, o česticama koje pritom nastaju i o njihovim karakteristikama. U svih šest detektora ugrađeno je oko 150 milijuna senzora koji će prikupljati podatke oko 40 milijuna puta u sekundi. Tok sirovih podataka iz četiri detektora iznosit će ukupno oko 700 MB/s. 
Namjena velikih detektora izgrađenih oko akceleratorskog prstena je identificiranje sekundarnih čestica koje nastaju u sudarima i mjerenje njihovog položaja u prostoru, naboja, brzine, mase i energije. Da bi to mogli, detektori se sastoje od mnogo slojeva “poddetektora” koji imaju specifične uloge u rekonstrukciji sudara. Povrh svega nalazi se magnet čija je uloga razdvajanje čestica prema električnom naboju i omogućavanje mjerenja momenta. Postoje dvije važne kategorije poddetektora: 
- Uređaji za prećenje putanje prate kretanje čestica prema tragu koji ostavljaju ioniziranjem medija kroz koji se kreću. U magnetskom polju tragovi se mogu koristiti za mjerenje zakrivljenosti putanje čestice, a prema tome i njenog momenta. Na temelju tih podataka moguće je identificirati česticu.
- Kalorimetri su uređaji koji mjere energiju čestica tako što ih zaustavljaju i mjere količinu oslobođene energije. Postoje dvije glavne vrste kalorimetara: elektromagnetski i hadronski. Za njihovu izgradnju koriste se različiti materijali, ovisno o vrsti čestica kojoj su namijenjeni. Elektromagnetski kalorimetri u potpunosti zaustavljaju elektrone i fotone koji stupaju u elektromagnetsku interakciju. Čestice koje stupaju u jaku interakciju (hadroni) mogu početi gubiti energiju u elektrostatičkom kalorimetru, ali će tek u hadronskom kalorimetru biti potpuno zaustavljene. Neke čestice, poput miona i neutrina, uopće neće biti detektirane ni jednom vrstom kalorimetara. Kalorimetri su glavni instrument za za identificiranje neutralnih čestica kao što su fotoni i neutroni. Iako su nevidljive u uređajima za praćenje putanja, otkrivaju se po energiji koju predaju kalorimetru.

Snopovi protona u LHC-u sudarat će se na četiri mjesta na kojima će biti postavljeno ukupno šest detektora: ALICE, ATLAS, CMS, LHCb, LHCf i TOTEM.

### Detektor metala
Detektor metala je ručni detektor napajan akumulatorom (istosmjerna struja) ili seta alkalijskih baterija (od 1,5 V), s vremenom do 10 sati rada. Radna temperatura je od -25 do +50 °C. Teži manje od 8 kilograma. Kad je snižen napon baterija, svjetleće diode bljeskaju, a ako je snažan napon baterija ima trajan ton u slušalici i svjetleće diode. Kad je ispravno stanje, postoji kontrolni signal „BIP“ i nema svjetlosne signalizacije. Namijenjen je za otkrivanje protupješadijskih i protuoklopnih mina, koji sadrže veoma malu količinu metala, postavljen na vrlo malim dubinama ispod površina zemlje. Detektor otkriva upaljače plastičnih mina na dubinama do 5 cm ispod zemlje, a mine tipa TMA-4 na dubinama do 12 cm. Veće metalne predmete detektor otkriva na većim dubinama.

## Poligraf
Poligraf je uređaj kojim je moguće mjerenje i registriranje većega broja fizioloških funkcija, na primjer pulsa, krvnoga tlaka, tjelesne temperature, disanja i drugo. Budući da pri čuvstvenom uzbuđenju dolazi do promjena pojedinih fizioloških funkcija koje se mogu registrirati s pomoću poligrafa, taj se uređaj, pod nazivom detektor laži, koristi u kriminalistici za provjeravanje istinitosti iskaza osoba koje se nalaze pod istragom.